# Penicillium solitum
Penicillium solitum Westling – gatunek grzybów z rodziny Aspergillaceae.

## Systematyka i nazewnictwo
Pozycja w klasyfikacji według Index Fungorum: Penicillium, Aspergillaceae, Eurotiales, Eurotiomycetidae, Eurotiomycetes, Pezizomycotina, Ascomycota, Fungi.
Neotyp CBS 424.89 (designated by Frisvad & Samson, Stud. Mycol. 49: 31. 2004)
Po raz pierwszy opisany został na owocach wanilii płaskolistnej (Vanilla planifolia) i leszczyny pospolitej (Corylus avellana) w Szwecji.
Ma około 20 synonimów nazwy naukowej.

## Występowanie i znaczenie
Występuje powszechnie na całym świecie. Wyizolowano go nawet z osadów morskich w Antarktyce. Jest jednym z gatunków pędzlaków (Penicillium) wywołujących mokrą zgniliznę jabłek. Używany jest przy wytwarzaniu tradycyjnie produkowanej tyrolskiej wędzonej i peklowanej szynki. Jest używany do biosyntezy statyn.